# Pakhtakor
Pakhtakor (Пахтакор, en ouzbek et en russe) est une ville d'Ouzbékistan de la province de Djizak. Sa population était de 15 366 habitants en 1989 et de 23 593 en 2010. La ville est le chef-lieu administratif du raïon (district) de Pakhtakor.

## Historique
La ville doit sa naissance en 1961 à un hameau regroupé autour du siège administratif du sovkhoze de Pakhtakor, ferme collective fondée du temps de la RSS d'Ouzbékistan alors que cette partie de la steppe de la Faim venait d'être irriguée par de grands travaux de canalisation pour la monoculture du coton. La localité reçoit le statut de localité de type urbain en 1971 sous le nom de Binokor. Elle prend le nom de Pakhtakor en 1974.

## Économie
La ville vit de l'exploitation du coton. Du temps de l'URSS, il existait une usine du nom de Pakhtakorselmach.